# Z11 Bernd von Arnim

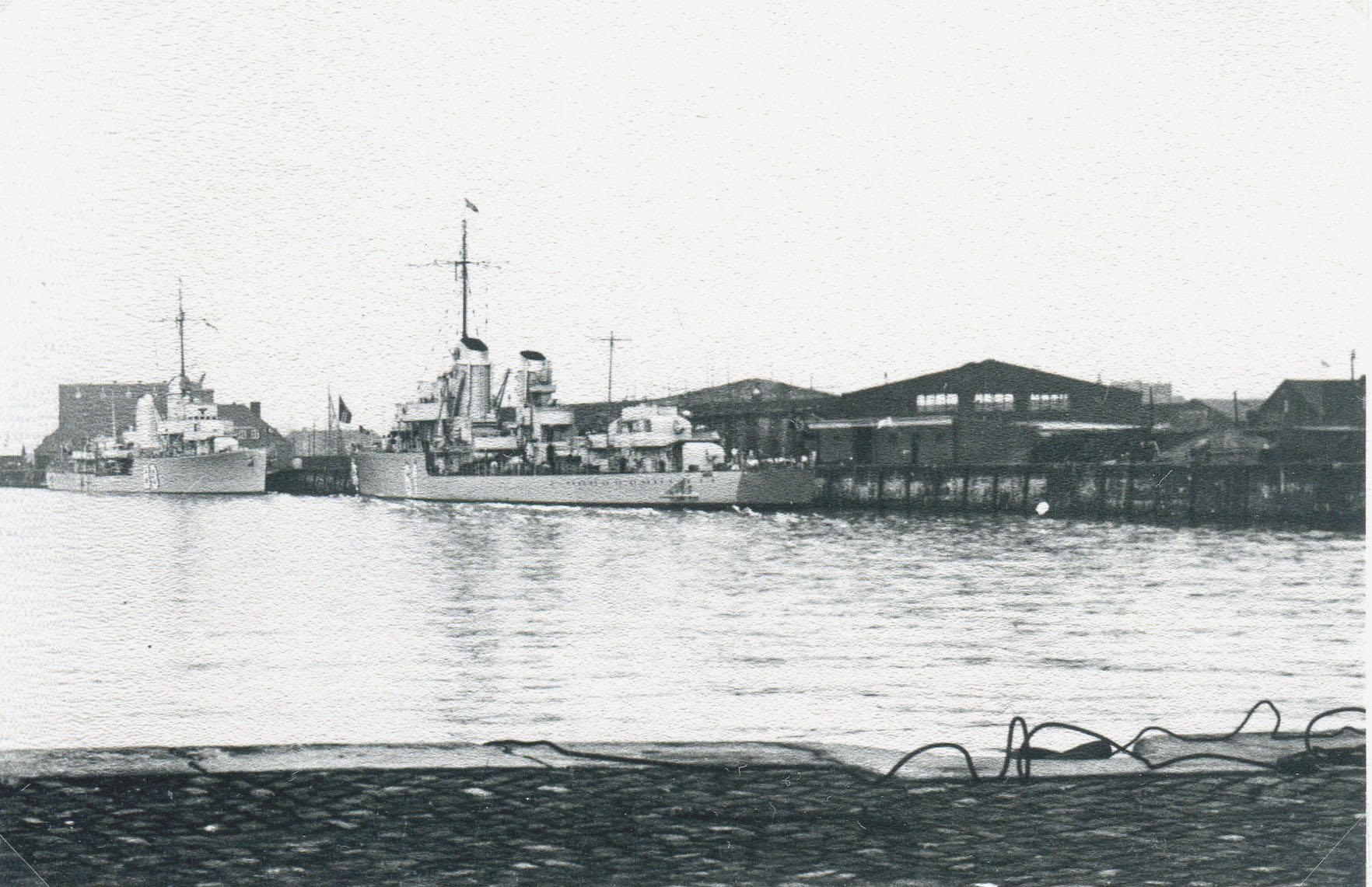
«Бернард фон Арнім» на якірній стоянці (зліва), 1938 рік

68°25′00″ пн. ш. 17°54′00″ сх. д. / 68.41666667° пн. ш. 17.9° сх. д.
Z 11 «Бернд фон Арнім» (нім. Z 11 «Bernd von Arnim» — німецький ескадрений міноносець типу 1934A.
Названий на честь капітан-лейтенанта Бернда Вальтера Генріха фон Арніма, командира міноносця «G-42», який загинув у бою разом зі своїм кораблем 21 квітня 1917 року. Міноносець «G-42» був потоплений у районі Дувру британськими лідерами «Броук» і «Свіфт».
Закладено 26 квітня 1935 року на верфі фірми «Germaniawerft» в Кілі. Спущений на воду 8 липня 1936 року і 6 грудня 1938 року увійшов у стрій. Після цього був приписаний до 8 дивізіону ескадрених міноносців Крігсмаріне. Станом на вересень 1939 року мав бортовий № 81.

## Історія служби
4 квітня 1939 року увійшов до складу 4-ї флотилії ескадрених міноносців Крігсмаріне (першого формування).
З початком Другої світової війни брав участь у Польській кампанії.

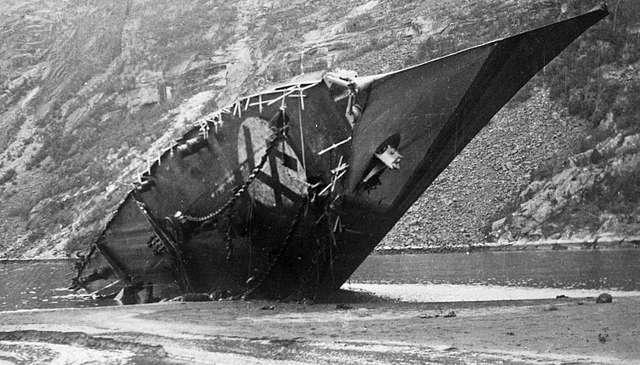
Частина корпусу есмінця, що зберіглася на березі Румбакс-фіорду

З жовтня по листопад 1939 року діяв в Північному морі і Данських протоках, брав участь у мінно-загороджувальних операціях поблизу східного узбережжя Великої Британії.
Після цього до лютого 1940 року ремонтувався.
У квітні брав участь в операції «Везеребюнг», входячи до складу Нарвікської групи. 9 квітня 1940 року потопив двома торпедами у гавані Нарвика норвезький броненосець берегової оборони «Норге».
10 квітня 1940 року брав участь в першому бою біля Нарвіка.
13 квітня брав участь у другому бою у Нарвика, підірваний екіпажем в Румбакс-фіорді 68°25′ пн. ш. 17°54′ сх. д. / 68.417° пн. ш. 17.900° сх. д. 68°25′ пн. ш. 17°54′ сх. д. / 68.417° пн. ш. 17.900° сх. д.

## Капітан корабля
| Ім'я та звання                | час служби                     |
| ----------------------------- | ------------------------------ |
| корветтен-капітан Курт Рехель | 6 грудня 1938 — 13 квітня 1940 |